# Siège de la Banque centrale européenne
La Skytower est un gratte-ciel situé dans la ville allemande de Francfort-sur-le-Main. Il se trouve dans le quartier d'Ostend, sur la Sonnemannstraße. Achevé en 2014, il accueille le siège de la Banque centrale européenne.

## Histoire
La tour est le siège de la Banque centrale européenne depuis 2014, remplaçant les locaux de l'ancienne Eurotower. Le projet a été étalé sur 12 ans ; la phase de construction a duré de 2010 à 2014.
Le projet aboutit avec 3 ans de retard et un coût supérieur à 1,2 milliard d'euros, contre 850 millions envisagés en 2010. Les coûts ont augmenté en raison de l'augmentation du prix des matières premières et du coût plus élevé que prévu de la rénovation de la Grossmarkthalle, un bâtiment en briques rouges des années 1920, qui abritait les halles aux fruits et légumes de Francfort jusqu'en 2004.
Le nouveau siège comporte 2 900 postes de travail répartis sur 185 000 m2 de bureaux (soit 485 000 €/place ou 6 700 €/m2).

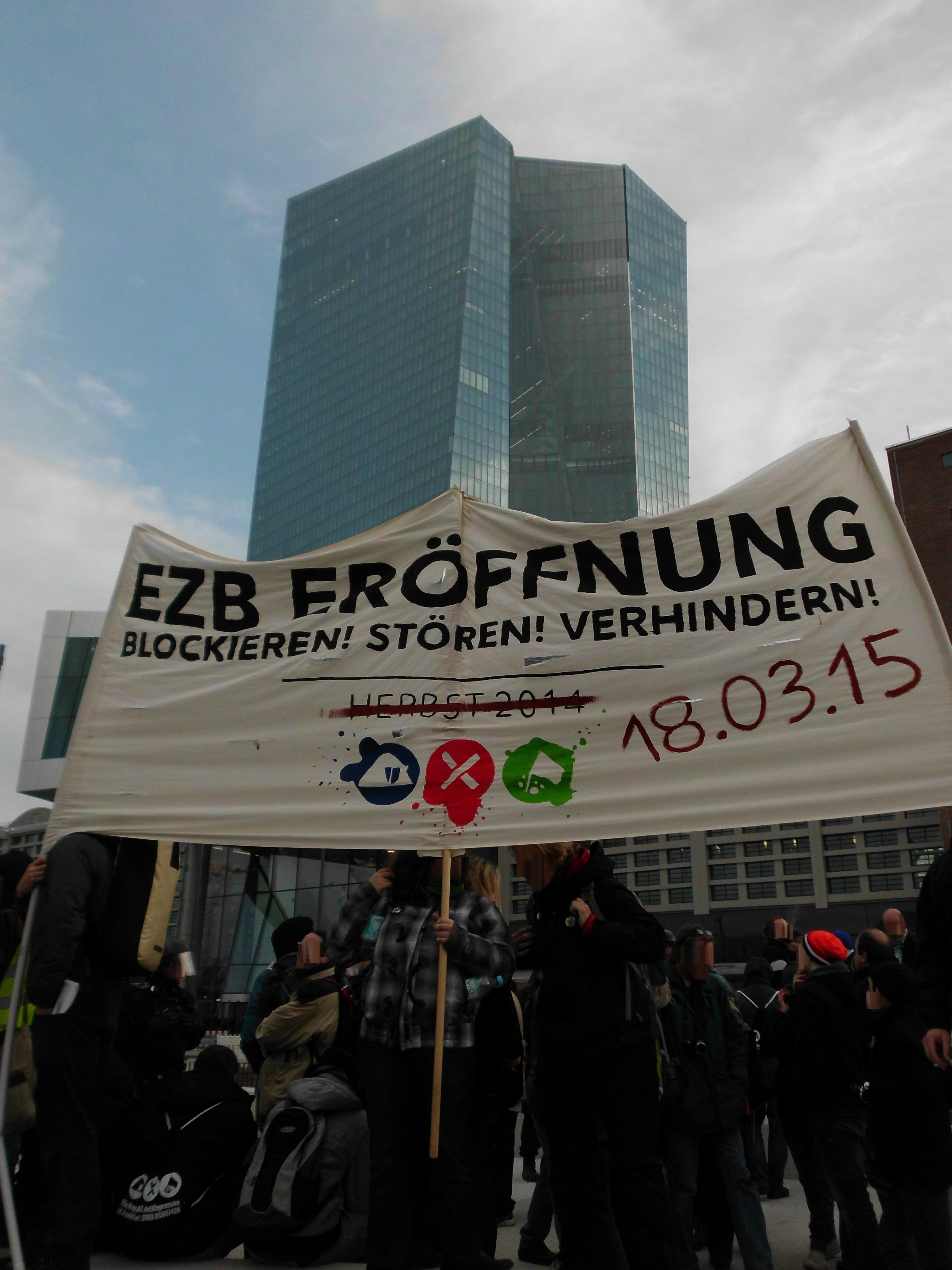
Manifestation de Blockupy devant la BCE (2014)

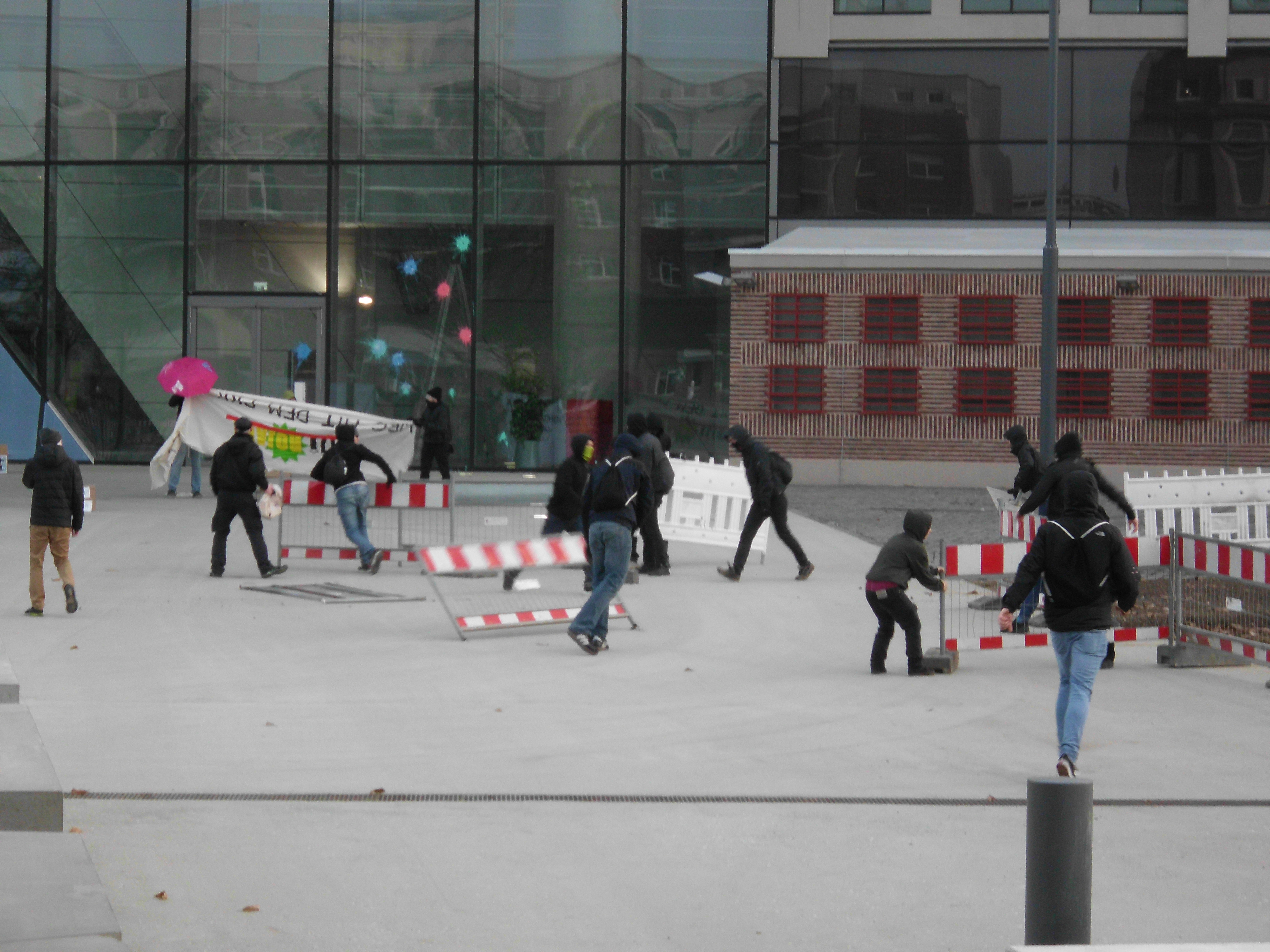
Une centaine de manifestants ont franchi les barrières et lancé des sacs de peinture sur le nouveau bâtiment de la BCE.

Lors du défilé de novembre 2014, de nombreuses manifestations ont eu lieu dans la ville et devant la BCE. Le 22 novembre 2014, environ 2 000 partisans de Blockupy ont manifesté lors d'une marche de protestation depuis le centre-ville de Francfort jusqu'au site de la BCE - sous la devise « Passer à la nouvelle BCE – nous vous aidons ! ». En conséquence, de nombreux manifestants portaient des cartons de déménagement portant des étiquettes évoquant les conséquences des politiques de la BCE ; Les haut-parleurs disaient : « Nous sommes là pour rendre à la BCE ses ordures ». Une centaine de manifestants ont pris d'assaut le quartier et ont lancé des sacs de peinture.

L'inauguration officielle a eu lieu le 18 mars 2015, alors qu'était organisée une manifestation de protestation contre l'austérité. 
Le financement s'est fait sur les fonds propres de la BCE, notamment ses bénéfices liés aux évolutions de ses réserves de change. Réalisée par l'architecte autrichien Wolf Dieter Prix, elle est située sur les bords du Main, dans le quartier d'Ostend.

## Conception
« Le nouveau siège de la BCE est un bâtiment moderne pour une banque centrale moderne. »

— Mario Draghi, président de la BCE.
La tour, d'une hauteur de 185 m est surmontée d'une flèche qui culmine à 220 m. Le gratte-ciel compte 45 étages, il est composé de béton, de verre et d'acier et est bâti selon les nouvelles normes de construction. Le développement durable est mis en avant dans la présentation de la tour : le chauffage est produit par la chaleur des ordinateurs et l'eau des toilettes est de l'eau de pluie. La salle du conseil des gouverneurs est située au 41e étage ; une sculpture allégorique représentant l'Europe est disposée sur le plafond.

### Lieu du souvenir
La Grossmarkthalle qui était la principale halle aux fruits de la ville de Francfort dans l'entre deux guerres a servi de camp de transit aux Juifs de la ville et de la région entre 1941 et 1945. Les nazis y ont fait transiter environ 10 000 Juifs avant leur déportation en train dans les camps de la mort. La salle d'origine, classée monument historique, avec les graffitis des prisonniers en détresse, a été conservée et transformée en un mémorial.

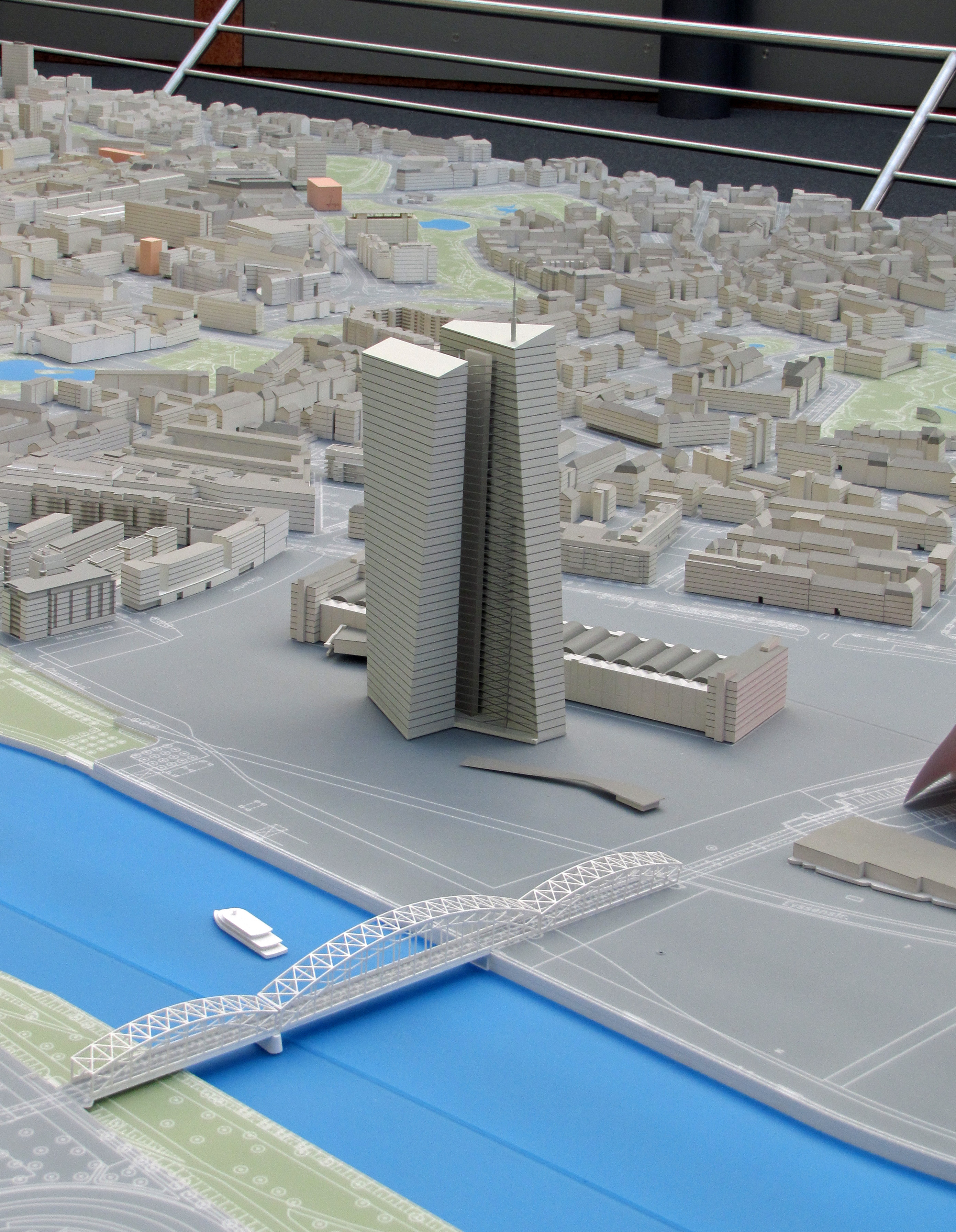
Maquette de la construction achevée.
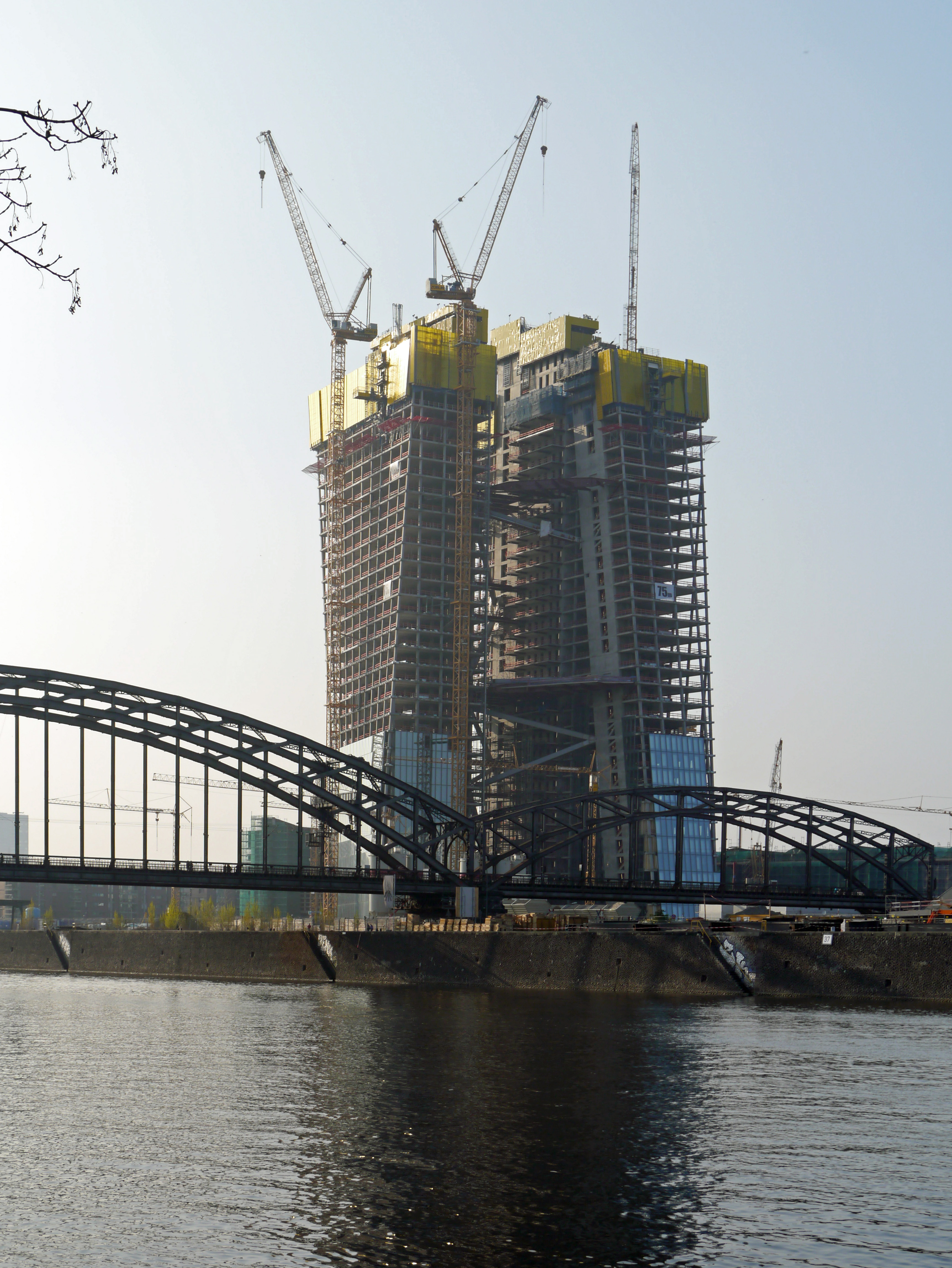
La tour en construction en 2012.
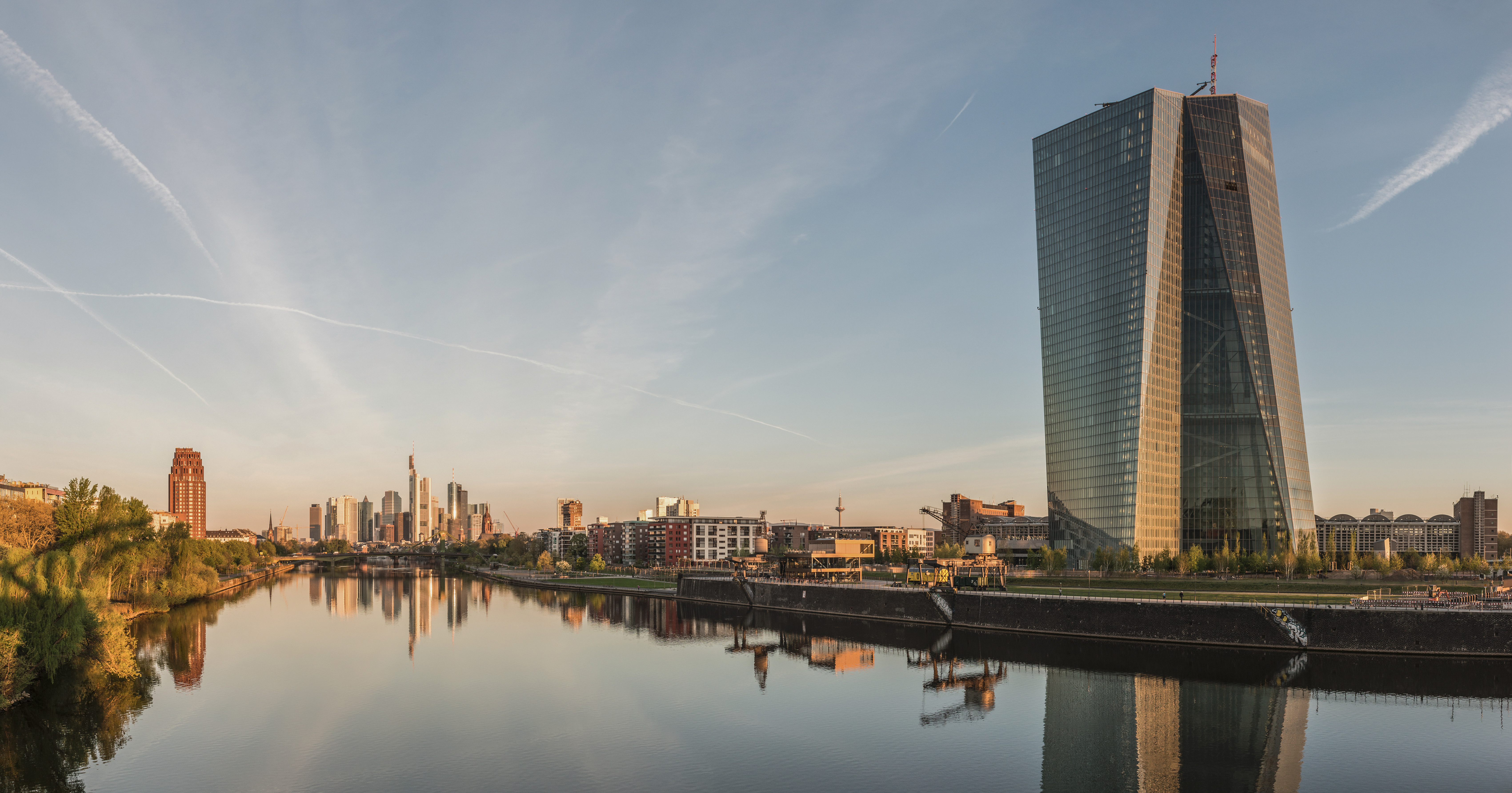
Le Main, aux pieds de la tour.
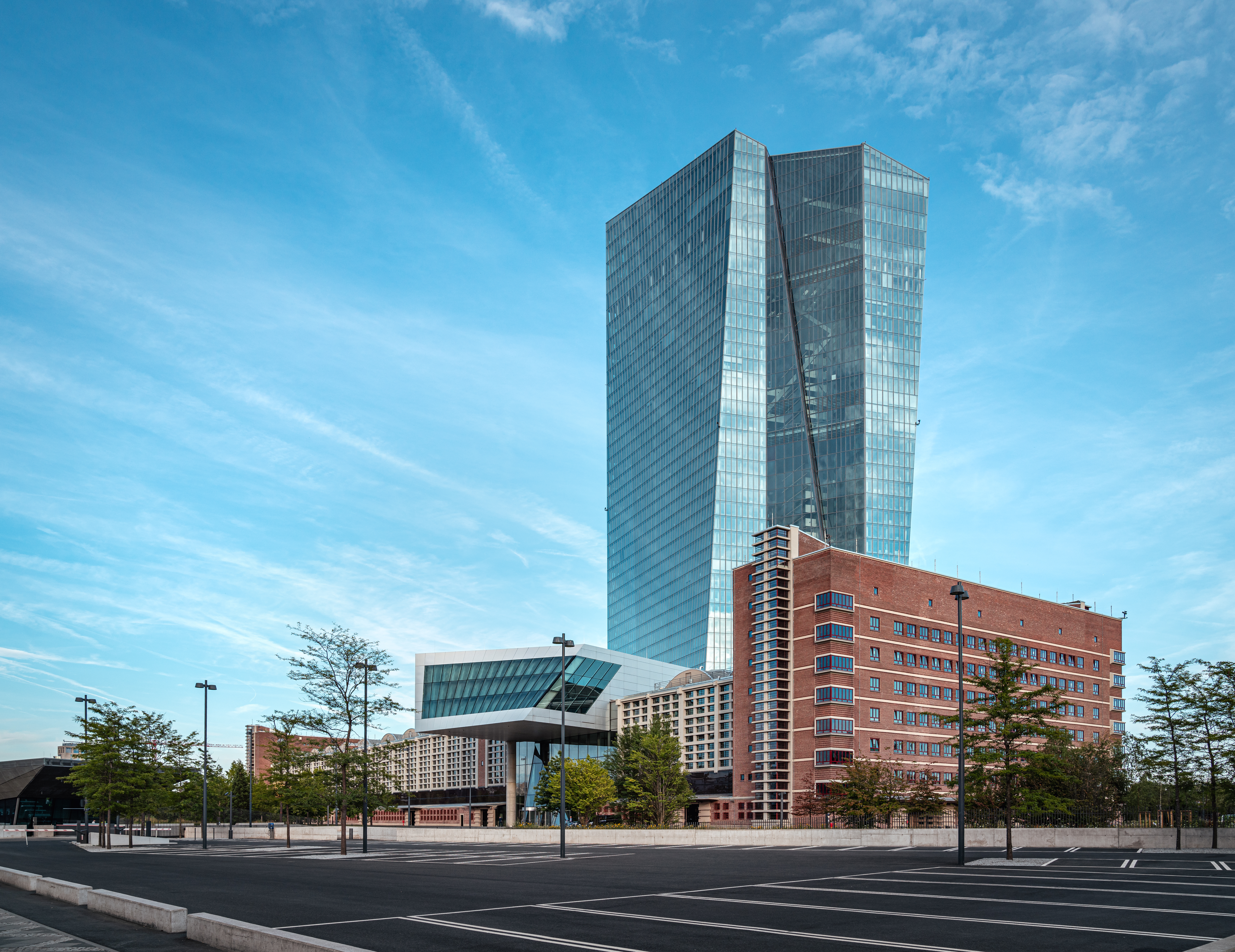
La tour en 2019.